# Leo McCarey
Thomas Leo McCarey (Los Angeles, 3 d'octubre de 1898 - Santa Monica (Califòrnia), 5 de juliol de 1969) va ser un director de cinema i guionista estatunidenc guanyador de l'Oscar. Va treballar en unes 200 pel·lícules, entre les quals destaquen Duck Soup, Make Way for Tomorrow, The Awful Truth, Going My Way, The Bells of St. Mary's, My Son John i Tu i jo (An Affair To Remember).

## Biografia
Va néixer a Los Angeles, Califòrnia, i va assistir a la St. Joseph's Catholic School i a Los Angeles High School. Es va llicenciat en dret i, de jove, va exercir com a advocat. Tanmateix, en tancar l'oficina en la qual treballava, de manera casual es va apropar al món del cinema on arribarà a ser un dels més grans talents del cinema en els anys 1930 i 40: va ser primer assistent del director Tod Browning, i després va escriure gags i diàlegs per als còmics de les pel·lícules de Hal Roach Studios arribant a dirigir obres còmiques amb Charley Chase.
Convertit en vicepresident i supervisor de tota la producció còmica del grup de Roach, va imposar un estil propi, precís i atent als detalls més nimis, vigilant personalment tota la producció abans de treure-la. I van ser precisament McCarey i Roach els qui van crear la parella còmica formada per Stan Laurel i Oliver Hardy. En aquella època Stan Laurel era un còmic que guanyava 100 dòlars a la setmana, i Oliver Hardy interpretava obres menors. McCarey es va adonar del seu potencial còmic, i els va fer treballar junts. La primera pel·lícula que van interpretar plegats va ser la còmica muda Slipping Wives (1927), que apareix en els crèdits oficialment dirigida per Clyde Bruckman, però que en realitat va ser escrita i dirigida per McCarey en sis dies.
El 1929, el director es va passar als llargmetratges, convertint-se en un dels principals directors de comèdies dels anys 30, en les que es va distingir pel seu estil elegant i irònic. Cal destacar d'aquella època The Kid from Spain, 1932, probablement la millor pel·lícula d'Eddie Cantor,  Duck Soup  (1933), l'obra mestra dels Germans Marx, Noblesa obliga  (1935), que va donar l'oportunitat a Charles Laughton de realitzar una formidable interpretació en clau còmica, i  La terrible veritat , (1937), una de les millors comèdies "boges i sofisticades" típiques dels anys 30.
Les següents pel·lícules de McCarey com Going My Way (1944) o The Bells of St. Mary's (1945), malgrat els set Oscars que va guanyar la primera, no tenen aquest personalíssim segell del director. McCarey va reconèixer que la pel·lícula The Bells of St. Mary's es basa principalment en la seva tia, la germana Mary Benedict, que va morir del tifus. Després, McCarey va dirigir també pel·lícules de propaganda maccartista, com ara My Son John (1952) i Satan Never Sleeps (1962), encara que va recuperar la seva espurna habitual en la divertida comèdia Rally 'Round the Flag, Boys! (1958).

## Filmografia parcial

### Director
- 1925: What Price Goofy - Curtmetratge
- 1925: His Wooden Wedding - Curtmetratge
- 1926: Mighty Like a Moose - Curtmetratge
- 1927: Should Men Walk Home? - Curtmetratge
- 1929: The Unkissed Man - Curtmetratge
- 1929: Why Is a Plumber ? - Curtmetratge
- 1929: Liberty - Curtmetratge
- 1930: Let's Go Native
- 1931: Indiscreet
- 1933: Duck Soup
- 1934: Belle of the Nineties
- 1935: Noblesa obliga (Ruggles of Red Gap)
- 1936: La Via Làctia (The Milky Way)
- 1937: La terrible veritat (The Awful Truth)
- 1937: Make Way for Tomorrow
- 1939: Cita d'amor (Love Affair)
- 1942: Lluna de mel (Once Upon a Honeymoon)
- 1944: Going My Way
- 1945: The Bells of St. Mary's
- 1948: Good Sam
- 1949: Love Happy– No surt als crèdits
- 1951: Thea Screen Director - Curtmetratge - No surt als crèdits
- 1952: My Son John
- 1957: Tu i jo (An Affair to Remember)
- 1958: Rally 'Round the Flag, Boys!
- 1962: Satan never sleeps
- 2002: Reel Radicals: The Sixties Revolution in Film - Documental TV

### Guionista
- 1925: What Price Goofy - Curtmetratge
- 1925: His Wooden Wedding - Curtmetratge
- 1926: Mighty Like a Moose - Curtmetratge
- 1929: The Unkissed Man - Curtmetratge
- 1929: Why Is a Plumber ? - Curtmetratge
- 1929: Liberty - Curtmetratge
- 1939: Cita d'amor (Love Affair)
- 1940: La meva dona favorita (My Favorite Wife)
- 1942: Lluna de mel (Once Upon a Honeymoon)
- 1944: Going My Way
- 1945: The Bells of St. Mary's
- 1957: Tu i jo (An Affair to Remember)
- 1958: Rally 'Round the Flag, Boys!

### Productor
- 1937: La terrible veritat (The Awful Truth)
- 1939: Cita d'amor (Love Affair)
- 1940: My Favorite Wife
- 1942: Lluna de mel (Once Upon a Honeymoon)
- 1944: Going My Way
- 1945: The Bells of St. Mary's
- 1957: Tu i jo (An Affair to Remember)
- 1958: Rally 'Round the Flag, Boys!

## Premis

### Oscar
- 1938: Oscar al millor director per La terrible veritat
- 1940: Nominació a l'Oscar al millor guió original per Love Affair
- 1941: Nominació a l'Oscar al millor guió original per My Favorite Wife
- 1945: Oscar al millor director i Oscar al millor guió original per Going My Way
- 1946: Nominació a l'Oscar al millor director per The Bells of St. Mary's
- 1953: Nominació a l'Oscar al millor guió original per My Son John
- 1958: Nominació a l'Oscar a la millor cançó original per An Affair to Remember

### Premis Globus d'Or
- 1945: Globus d'Or al millor director per Going My Way